# Volta a Luxemburg
La Volta a Luxemburg (Tour de Luxembourg) és una cursa ciclista per etapes que es disputa anualment a Luxemburg. La primera edició es va disputar el 1935, i des d'aquell moment s'ha disputat ininterrompudament fins a l'actualitat, amb l'excepció de l'edició de 1944 per culpa de la Segona Guerra Mundial. Entre el 2005 i el 2019 formà part de l'UCI Europa Tour amb una categoria 2.HC. Des del 2020 forma aprt de l'UCI ProSeries.

## Palmarès per any
| Any                       | Vencedor              | Segon                    | Tercer                  |
| ------------------------- | --------------------- | ------------------------ | ----------------------- |
| 1935                      | Mathias Clemens       | Julien Hamelryckx        | Jean Oeyen              |
| 1936                      | Mathias Clemens       | Pierre Clemens           | Julien Hamelryckx       |
| 1937                      | Mathias Clemens       | Pierre Clemens           | Camille Michielsen      |
| 1938                      | Lucien Vlaemynck      | Adolf Braeckeveldt       | Hubert Deltour          |
| 1939                      | Mathias Clemens       | Lucien Vlaemynck         | Fernand Mithouard       |
| 1940 edició no realitzada |                       |                          |                         |
| 1941                      | Christophe Didier     | Erich Bautz              | Richard Menapace        |
| 1942                      | François Neuens       | Christophe Didier        | Mathias Clemens         |
| 1943                      | François Neuens       | Mathias Clemens          | Pierre Clemens          |
| 1944 edició no realitzada |                       |                          |                         |
| 1945                      | Jean Goldschmit       | Jean Diederich           | Marcel Poiré            |
| 1946                      | Albéric Schotte       | Jean Diederich           | Norbert Callens         |
| 1947                      | Mathias Clemens       | Jean Diederich           | Jeng Kirchen            |
| 1948                      | Jean Goldschmit       | Guy Lapébie              | Richard Depoorter       |
| 1949                      | Jean Diederich        | Nello Sforacchi          | Marcel Ernzer           |
| 1950                      | Isidoor De Rijck      | Jean Diederich           | Jeng Kirchen            |
| 1951                      | Marcel Ernzer         | Jean Diederich           | Georges Jobé            |
| 1952                      | Jeng Kirchen          | Jean Goldschmit          | Robert Vanderstockt     |
| 1953                      | Robert Vanderstockt   | Alex Close               | Charly Gaul             |
| 1954                      | Jean-Pierre Schmitz   | Charly Gaul              | Marcel Ernzer           |
| 1955                      | Louison Bobet         | Marcel Ernzer            | Charly Gaul             |
| 1956                      | Charly Gaul           | René Remangeon           | Jean Forestier          |
| 1957                      | Gérard Saint          | Raymond Elena            | Elio Gerussi            |
| 1958                      | Jean-Pierre Schmitz   | Jean-Claude Annaert      | Piet de Jongh           |
| 1959                      | Charly Gaul           | Aldo Bolzan              | Pino Cerami             |
| 1960                      | Marcel Ernzer         | Aldo Bolzan              | Giuseppe Pintarelli     |
| 1961                      | Charly Gaul           | Marcel Ernzer            | Aldo Bolzan             |
| 1962                      | Joseph Planckaert     | Willy Schroeders         | Frans De Mulder         |
| 1963                      | Yvo Molenaers         | Jo de Roo                | Martin van der Borgh    |
| 1964                      | Arie den Hartog       | Bas Maliepaard           | Hans Junkermann         |
| 1965                      | Vincent Denson        | Jean-Claude Lebaube      | Arie den Hartog         |
| 1966                      | Edy Schutz            | Armand Desmet            | Willy Planckaert        |
| 1967                      | Frans Brands          | Bernard Van De Kerckhove | Raymond Delisle         |
| 1968                      | Edy Schutz            | Cees Haast               | Franco Bodrero          |
| 1969                      | Davide Boifava        | Marinus Wagtmans         | Arie den Hartog         |
| 1970                      | Edy Schutz            | Georges Pintens          | René Pijnen             |
| 1971                      | André Dierickx        | Ferdinand Bracke         | Leif Mortensen          |
| 1972                      | Roger Rosiers         | Paul Aerts               | Barry Hoban             |
| 1973                      | Sylvain Vasseur       | Willy Planckaert         | Jean-Pierre Guitard     |
| 1974                      | Freddy Maertens       | Frans Verbeeck           | Herman Van Springel     |
| 1975                      | Frans Verbeeck        | Willy Teirlinck          | Herman Van Springel     |
| 1976                      | Frans Verbeeck        | Jos Jacobs               | Gerrie Knetemann        |
| 1977                      | Bert Pronk            | Gerrie Knetemann         | Willi Lienhard          |
| 1978                      | Ludo Peeters          | Wilfried Wesemael        | Gerben Karstens         |
| 1979                      | Lucien Didier         | Bernard Hinault          | Bert Oosterbosch        |
| 1980                      | Bert Oosterbosch      | Leo van Vliet            | Daniel Gisiger          |
| 1981                      | Juri Barinow          | Igor Bokov               | Riho Suun               |
| 1982                      | Bernard Hinault       | Hennie Kuiper            | Igor Bokov              |
| 1983                      | Lucien Didier         | Charly Mottet            | Kim Andersen            |
| 1984                      | Christophe Lavainne   | William Tackaert         | Rudy Dhaenens           |
| 1985                      | Jelle Nijdam          | William Tackaert         | Louis Luyten            |
| 1986                      | Steven Rooks          | Søren Lilholt            | Harald Maier            |
| 1987                      | Søren Lilholt         | Laurent Fignon           | Benjamin Van Itterbeeck |
| 1988                      | Richard Trinkler      | Jaanus Kuum              | Jacques Decrion         |
| 1989                      | Michel Cornelisse     | Darius Kaiser            | Eddy Schurer            |
| 1990                      | Christophe Lavainne   | Erich Maechler           | Maximilian Sciandri     |
| 1991                      | Gert-Jan Theunisse    | Frans Maassen            | Adri van der Poel       |
| 1992                      | Jean-Philippe Dojwa   | John van den Akker       | Ron Kiefel              |
| 1993                      | Maximilian Sciandri   | Maarten den Bakker       | Johan Museeuw           |
| 1994                      | Frans Maassen         | George Hincapie          | Melcior Mauri i Prat    |
| 1995                      | Rolf Järmann          | Emmanuel Magnien         | Gianluca Bortolami      |
| 1996                      | Alberto Elli          | Laurent Desbiens         | Erik Breukink           |
| 1997                      | Frank Vandenbroucke   | Alberto Elli             | Erik Breukink           |
| 1998                      | Lance Armstrong       | Erik Dekker              | Dirk Müller             |
| 1999                      | Marc Wauters          | Steffen Kjærgaard        | Tobias Steinhauser      |
| 2000                      | Alberto Elli          | Benoît Joachim           | Nicola Loda             |
| 2001                      | Jørgen Bo Petersen    | Raivis Belohvoščiks      | Fred Rodriguez          |
| 2002                      | Marcus Ljungqvist     | Bart Voskamp             | Ondřej Sosenka          |
| 2003                      | Thomas Voeckler       | Piotr Wadecki            | David Cañada Gracia     |
| 2004                      | Maxime Monfort        | Torsten Hiekmann         | Jörg Jaksche            |
| 2005                      | László Bodrogi        | Fabian Cancellara        | Jukka Vastaranta        |
| 2006                      | Christian Vande Velde | Tomasz Brożyna           | Allan Johansen          |
| 2007                      | Grégory Rast          | Laurent Brochard         | Tiziano Dall'Antonia    |
| 2008                      | Joost Posthuma        | Michael Albasini         | Fränk Schleck           |
| 2009                      | Fränk Schleck         | Andreas Klöden           | Marco Marcato           |
| 2010                      | Matteo Carrara        | Fränk Schleck            | Lance Armstrong         |
| 2011                      | Linus Gerdemann       | Alexandre Geniez         | Tony Gallopin           |
| 2012                      | Jakob Fuglsang        | Wout Poels               | Fränk Schleck           |
| 2013                      | Paul Martens          | Jonathan Hivert          | Jan Bakelants           |
| 2014                      | Matti Breschel        | Jean-Pierre Drucker      | Michael Mørkøv          |
| 2015                      | Linus Gerdemann       | Marc de Maar             | Huub Duyn               |
| 2016                      | Maurits Lammertink    | Philippe Gilbert         | Alex Kirsch             |
| 2017                      | Greg Van Avermaet     | Xandro Meurisse          | Anthony Perez           |
| 2018                      | Andrea Pasqualon      | Jan Tratnik              | Pit Leyder              |
| 2019                      | Jesús Herrada López   | Maurits Lammertink       | Andrea Pasqualon        |
| 2020                      | Diego Ulissi          | Markus Hoelgaard         | Aimé De Gendt           |
| 2021                      | João Almeida          | Marc Hirschi             | Mattia Cattaneo         |
| 2022                      | Mattias Skjelmose     | Kévin Vauquelin          | Valentin Madouas        |
| 2023                      | Marc Hirschi          | Brandon McNulty          | Ben Healy               |
| 2024                      | Antonio Tiberi        | Mathieu van der Poel     | David Gaudu             |